# (18292) Zoltowski
(18292) Zoltowski ist ein Asteroid des Hauptgürtels, der am 17. März 1977 an der Agassiz Station des Harvard-College-Observatoriums (IAU-Code 801) in Harvard, Massachusetts entdeckt wurde.
Der Asteroid wurde nach dem australischen Amateurastronomen Frank B. Zoltowski (* 1957) benannt.